# Cora Jade
Brianna Coda (née le 14 janvier 2001 à Chicago (Illinois)) est une catcheuse (lutteuse professionnel) américaine. Elle exerce actuellement sur le circuit indépendant, sous le nom d’Elayna Black.

## Carrière de catcheuse

### Circuit Indépendant (2018-2021)
Le 9 décembre 2018 à Kaiju Roundup At The Roundhouse 2 de la Kaiju Attack Wrestling, elle fait ses débuts en tant que Heel, sous le nom d'Elayna Black, dispute son premier match aux côtés de Pariah et ensemble, ils perdent face à Ernesto Aguilar et Bryce Benjamin.
Le 29 mars 2019 à RISE 13: Legendary de la RISE Wrestling, The Legion of Undead, dont elle fait partie, perd face à Meat Friends dans un 8-Women Tag Team match. Le 30 juin à RISE Pride & Joy de la même fédération, elle ne remporte pas le 6-Way Doors Elimination match, gagné par Jake Atlas.
Le 7 août 2020 à Warrior Wrestling Friday Night Lights de la Warrior Wrestling, elle ne remporte pas le Spartan Rumble match, gagné par Warhorse. Le 12 septembre à Warrior Wrestling Stadium Series - Tag 1 de la Warrior Wrestling, elle bat Dan The Dad. Cinq soirs plus tard à Zelo Pro Wrestling On Weed Street de la Zelo Pro Wrestling, Blair Onyx et elle battent Laynie Luck et Missa Kate.
Le 1er octobre à AAW Alive #1 de la AAW: Professional Wrestling Redefined, elle bat Skye Blue. Huit soirs plus tard à GCW Jimmy Lloyd's D-Generation F 2020 de la Game Changer Wrestling, elle ne remporte pas le Seven Scramble match, gagné par Brayden Lee. Le lendemain à GCW Joey Janela's Spring Break 4 de la même fédération, elle ne remporte pas la Clusterfuck Battle Royal, gagnée par Nate Webb. Plus tard à Glory Pro Are Ya Wrestling, Son? de la Glory Pro Wrestling, Blair Onyx et elle battent Hyan et Laynie Luck. Le 11 octobre à SHIMMER Volume 118 de la SHIMMER Women Athletes, elle ne remporte pas le Scramble match, gagné par Alice Crowley. Deux soirs plus tard à UWN Primetime Live #5 de la United Wrestling Network, elle perd face à Heather Monroe. Le 17 octobre à GCW The Last Resort de la Game Changer Wrestling, elle perd face à Allie Kat. Le 31 décembre à GCW Good Riddance de la même fédération, elle perd face à Atticus Cogar. Le lendemain à GCW 56 Nights 2021, Charlie Tiger et elle ne remportent pas le 8-Way match, gagné par KTB et Shane Mercer.

### World Wrestling Entertainment (2021-...)

#### Débuts àNXT, championne par équipes deNXTavec Roxanne Perez et blessure (2021-2024)
Le 21 janvier, elle signe officiellement à la World Wrestling Entertainment. Le 10 février à NXT 2.0, elle fait ses débuts dans le show jaune en tant que Face, sous le nom de Cora Jade, dispute son premier match, mais perd face à Xia Li en moins d'une minute.
Le 5 décembre à NXT TakeOver: WarGames, Io Shirai, Kay Lee Ray, Raquel González et elle battent Dakota Kai et Toxic Attraction (Mandy Rose, Gigi Dolin et Jacy Jayne) dans le tout premier Women's WarGames match.
Le 2 avril 2022 à NXT Stand & Deliver, elle ne remporte pas le titre féminin de NXT, battue par Mandy Rose dans un Fatal 4-Way match qui inclut également les catcheuses japonaise et écossaise. Le 7 juin à NXT 2.0, elle s'allie officiellement avec Roxanne Perez, la félicite et lui donne le contrat pour un match de championnat, mais les deux catcheuses se font interrompre et attaquer par le trio de Toxic Attraction, jusqu'à l'arrivée d'Indi Hartwell pour leur prêter main-forte.
Le 6 juillet à NXT: The Great American Bash, elles deviennent les nouvelles championnes par équipes de NXT en battant Gigi Dolin, Jacy Jayne et remportent les titres pour la première fois de leurs carrières. Quatre soirs plus tard à NXT 2.0, elle effectue un Heel Turn, car elle empêche sa désormais ex-partenaire de gagner le titre féminin de NXT contre Tiffany Stratton en la frappant avec l'une des ceintures. Après le combat, elle la tabasse avec son skateboard, ce qui met fin à leur alliance. Le 26 juillet à NXT 2.0, son ancienne coéquipière est contrainte d'abandonner les ceintures.
Le 10 décembre à NXT Deadline, elle ne remporte pas le premier Women's Iron Survivor Challlenge, gagné par son ancienne alliée, et ne devient pas aspirante no 1 au titre féminin de NXT.
Le 12 janvier 2024 lors d'un Live Event, elle souffre d'une déchirure du ligament croisé antérieur du genou et va devoir s'absenter pendant 9 mois.

#### Retour de blessure et ralliement avec Roxanne Perez (2024-...)
Le 1er octobre à NXT, elle fait son retour de blessure, aide Roxanne Perez à conserver sa ceinture contre Giulia et se rallie avec la championne de NXT. Le 27 octobre à NXT: Halloween Havoc, sa partenaire et elle perdent face à la catcheuse japonaise et Stephanie Vaquer.

## Palmarès
- World Wrestling Entertainment
  - 1 fois championne par équipes de NXT — avec Roxanne Perez

## Vie privée
Elle a été en couple pendant un an et demi avec le catcheur de Raw, Bron Breakker. Le 7 janvier 2024, ce dernier annonce officiellement leur séparation.
Elle est actuellement en couple avec Vincent Winey, un étudiant qui joue dans l'équipe de football de l'université d'État de Morehead.